# 颱風黛蒂 (1989年)
颱風黛蒂 (英語：Typhoon Dot, 菲律賓大氣地球物理和天文服務管理局：Kuring) 為1989年太平洋颱風季的熱帶氣旋之一。

## 影響
英屬香港
當地懸掛最高風球信號： 三號強風信號
天文台在6月8日下午3時正懸掛一號戒備信號，當時颱風黛蒂集結於香港之東南偏南約750公里。初時吹和緩偏東風，翌日風勢清勁。隨着黛蒂移近香港，風力繼續增強。天文台在6月9日晚上7時正改掛三號強風信號。黛蒂在晚上8時左右最接近香港，當時位於香港之西南偏南約600公里。天文台總部在三小時前錄得最低瞬時海平面氣壓1002.7百帕斯卡。6月10日早上離岸吹強風。隨着黛蒂進一步移離，所以信號在下午12時15除下，當時黛蒂集結於香港之西南約640公里。當一號戒備信號在6月8日下午懸掛時，香港天晴炎熱。翌日持續天晴，黃昏時轉為多雲，局部地區有驟雨。6月10日早上有驟雨及雷暴。翌日天氣逐漸好轉，6月13日大致轉晴。